# هیاواتای کوچک
هیاواتای کوچک (به انگلیسی: Little Hiawatha) یک انیمیشن کوتاه از مجموعه انیمیشن‌های سمفونی احمقانه محصول سال ۱۹۳۷ میلادی در کمپانی والت دیزنی است. این انیمیشن الهام گرفته از شعر ترانه هیاواتا سروده هنری وادزورث لانگ‌فلو می‌باشد.

## داستان
هیاواتای کوچولو با قایق، خود را به جنگل می‌رساند با تیر کمان کوچک خود به دنبال حیوانات می‌رود و…